# ʿAin ʿArafāt

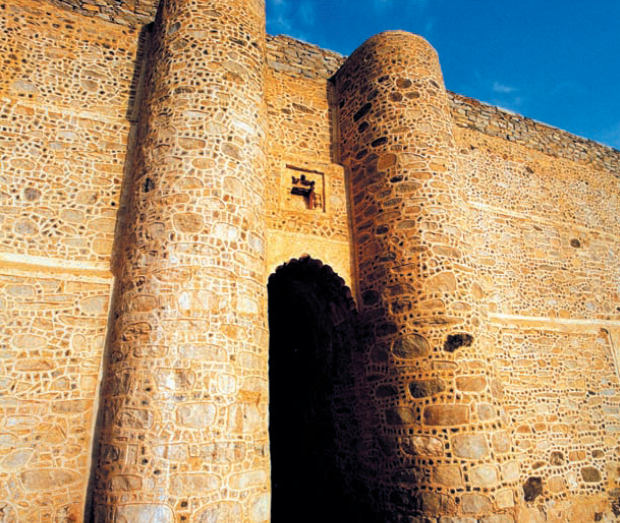
Reste der ʿAin-ʿArafāt-Leitung, hier die ʿĀbidīya-Brücke zwischen der ʿArafāt-Ebene und Muzdalifa

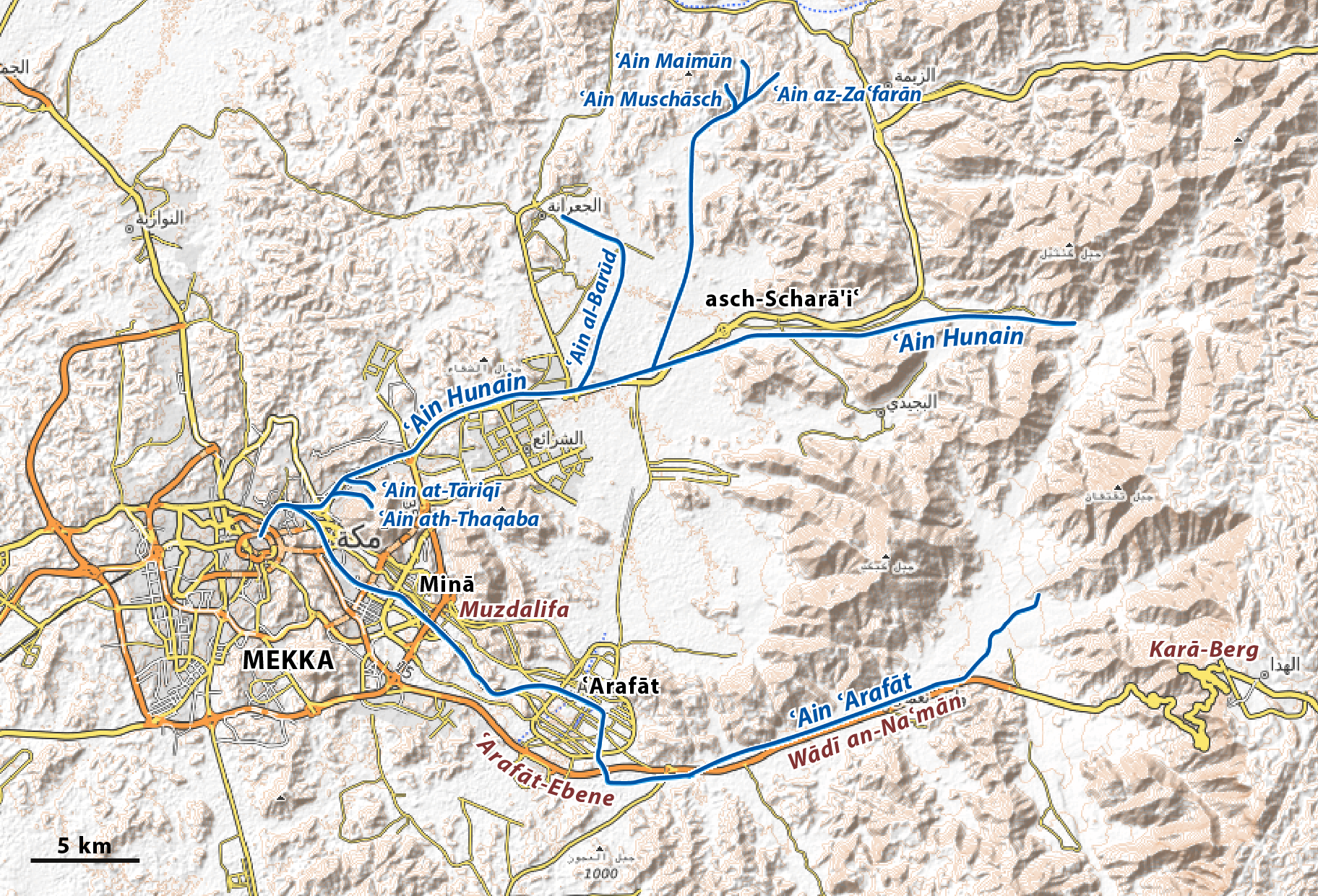
Rekonstruierter Verlauf der beiden Wasserleitungen ʿAin ʿArafāt und ʿAin Hunain

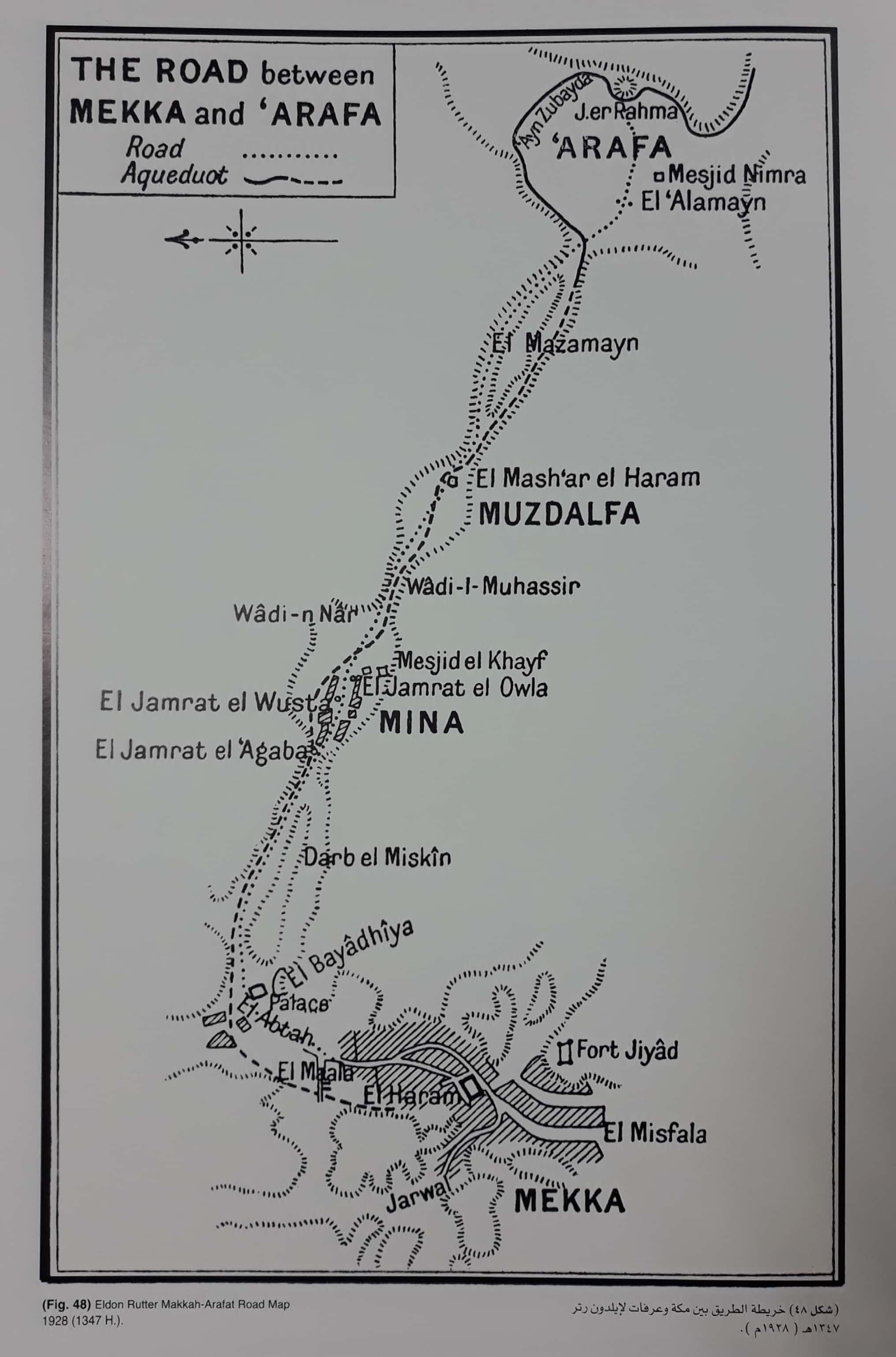
Der Verlauf der ʿAin-ʿArafāt-Leitung, hier als ʿAin Zubaida bezeichnet, von der ʿArafāt-Ebene bis nach Mekka in einer Karte von Eldon Rutter von 1928

Die ʿAin ʿArafāt (arabisch عين عرفات) oder ʿAin ʿArafa war eine Rohrleitung, die vom 11. Jahrhundert an die Haddsch-Pilger in der Ebene von ʿArafāt mit Wasser versorgte und in den 1560er Jahren nach Mekka verlängert wurde. Die Leitung war nach dieser Verlängerung ungefähr 28 Kilometer lang; ihr Ausgangspunkt war ein Wasserlauf in Naʿmān, einem Wadi zwischen Mekka und at-Tā'if. Die Verlängerung nach Mekka in den 1560er Jahren durch den osmanischen Staat erfolgte, um die mekkanische Wasserversorgung, die bis dahin fast vollständig von der ʿAin Hunain abhängig war, auf eine breitere Basis zu stellen. Von dieser Zeit an bis zum frühen 20. Jahrhundert bildete die ʿAin ʿArafāt die wichtigste Grundlage der Wasserversorgung Mekkas. Seit Ende des 17. Jahrhunderts wird die ʿAin ʿArafāt auch ʿAin Zubaida genannt, in der Annahme, dass diese Leitung ursprünglich von Zubaida bint Dschaʿfar erbaut wurde, allerdings dient dieser Name auch als Oberbegriff für die beiden historischen Wasserleitungen von Mekka – ʿAin ʿArafāt und ʿAin Hunain – zusammen. Ein weiterer Name, der gelegentlich für die ʿAin-ʿArafāt-Leitung verwendet wird, ist ʿAin Naʿmān, weil ihr Wasser vom Wādī Naʿmān herkam.

## Geschichte der Leitung bis zu ihrer Verlängerung nach Mekka

### Die Zubaida-Tränke in der ʿArafāt-Ebene
Zwar wird seit Mitte des 16. Jahrhunderts allgemein angenommen, dass die Leitung, die das Wasser der Quelle im Wādī Naʿmān in die ʿArafāt-Ebene beförderte, bereits von Zubaida bint Dschaʿfar, der Gemahlin Hārūn ar-Raschīds, angelegt worden sei, doch ist von einem solchen Bauprojekt Zubaidas in keinem der älteren arabischen Werke die Rede. Weder al-Masʿūdī (gest. 957) noch die mekkanischen Lokalhistoriker al-Azraqī (gest. 837) und al-Fākihī (Ende 9. Jhdt.), die alle ausführlich über die von Zubaida angelegte Wasserleitung ʿAin al-Muschāsch berichten, erwähnen, dass sie eine zweite nach ʿArafāt führende Leitung angelegt habe. Al-Azraqī erwähnt allerdings eine Zubaida-Tränke (siqāyat Zubaida), die sich zwischen Muzdalifa und der ʿArafāt-Ebene befand. Ob das Wasser dieser Tränke aber durch eine Wasserleitung herangeführt wurde, wird nicht erwähnt. Die Tränke scheint bis in das späte 15. Jahrhundert weiter bestanden zu haben. In dieser Zeit bezeichnete ʿAbd al-ʿAzīz Ibn Fahd den Muzlima-Brunnen zwischen ʿArafa-Ebene und Muzdalifa als „Anlage Zubaidas“ (ʿamal Zubaida).

### Erste Nachrichten über eine Wasserleitung nach ʿArafāt
Der erste Autor, der eine in die ʿArafāt-Ebene führende Wasserleitung erwähnt, ist der persische Reisende Nāsir-i Chusrau (gest. zwischen 1072 und 1076). Er schreibt in seinem Safarnāma, dass ein Fürst von Aden, den man den Sohn des Schād-dil nannte, eine unterirdische Wasserleitung bauen ließ und dafür viel Geld ausgab. Das Wasser, das von einem fernen Berg herangeführt wurde, wurde in ʿArafāt gestaut, wo man Saatfelder und Gemüsegärten anlegte, die damit bewässert wurden. Außerdem hatte man ein Becken angelegt, in dem sich das Wasser sammelte. Wasserträger brachten es von hier nach Mekka und verkauften es dort. In den Tagen des Haddsch wurden in der ʿArafāt-Ebene noch weitere Becken gefüllt, damit die Pilger genügend Wasser hatten.
Der irakische Historiker Muhammad Karīm Ibrāhīm asch-Schamrī vermutet, dass mit dem bei Nāsir-i Chusrau genannten Sohn des Schād-dil der nubische Emir al-Husain ibn Salāma gemeint ist, der von 983 bis 1011 im Dienste der Ziyādiden über den Jemen herrschte. Von ihm ist bekannt, dass er Ende des 10. Jahrhunderts einen Pilgerweg vom Jemen nach Mekka anlegte, den er mit zahlreichen Brunnen ausstatten ließ. Wie der jemenitische Autor ʿUmāra al-Yamanī (gest. 1174) berichtet, führte ein Zweig dieses Pilgerweges von at-Tā'if aus über Naʿmān nach ʿArafāt.

### Ibn Hilāl as-Sābi' und der angebliche Bau einer Leitung von ʿArafāt nach Mekka
Der syrische Geschichtsschreiber Sibt Ibn al-Dschauzī (gest. 1256) erwähnt in seiner Weltchronik Mirʾāt az-zamān fī tawārīḫ al-aʿyān, dass im Jahre 466 der Hidschra (= 1073/74 n. Chr.) ein Perser mit dem Namen Abū n-Nadīr al-Istarābādhī in Mekka auftrat, der im Auftrag des Kerman-Seldschuken Sultān-Schāh Geld verteilte und verschiedene Baumaßnahmen durchführte. Dazu habe auch gehört, dass er das Wasser von ʿArafāt nach Mekka leitete, und zwar in Qanāten, die bereits Zubaida angelegt hatte, die aber verschwunden waren und in Trümmern lagen. Sibt Ibn al-Dschauzīs Quelle für diese Information war der irakische Geschichtsschreiber Muhammad Ibn Hilāl as-Sābi' (gest. 1087), der ein Supplement zur Geschichte at-Tabarīs verfasst hatte, das die Jahre 448 bis 479 der Hidschra abdeckte.
Die beiden mekkanischen Geschichtsschreiber al-Fāsī und ʿUmar Ibn Fahd haben später diese Angabe von Sibt Ibn al-Dschauzī übernommen, allerdings den Namen des Mannes korrigiert, der die Baumaßnahmen durchführte. Nach einer Inschrift, die sie in der Umgebung von Mekka fanden, hieß er Abū n-Nasr Ibrāhīm ibn Muhammad al-Istarābādhī. Angesichts der späteren vergeblichen Versuche (siehe unten), die Leitung Zubaidas zu finden, hält es der moderne saudische Wissenschaftler Ghubāschī indessen für ausgeschlossen, dass al-Istarābādhī wirklich eine Wasserleitung von ʿArafāt nach Mekka gelegt hat. Er meint, dass al-Istarābādhī dies nur versucht habe, der Versuch jedoch gescheitert sei. Eine andere Möglichkeit ist, dass al-Istarābādhī in Wirklichkeit die Leitung ʿAin al-Muschāsch wiederherstellte, von der durch zeitgenössische Berichten bezeugt ist, dass sie von Zubaida angelegt worden ist.

### Der Neubau der Leitung von Naʿmān durch Dschamāl ad-Dīn al-Isfahānī
Offensichtlich geriet die alte nach ʿArafāt gelegte Leitung schon bald wieder in Vergessenheit, denn Ibn al-Athīr (gest. 1233), der davon berichtet, dass um die Mitte des 12. Jahrhunderts eine Leitung von Naʿmān nach ʿArafāt angelegt wurde, beschreibt diese Leitung als einen völligen Neubau. Erbauer dieser neuen Leitung war Dschamāl ad-Dīn al-Isfahānī (gest. 1164), der Wesir von ʿImād ad-Dīn Zengi, dem Begründer der Zengiden-Dynastie. Er legte dafür zunächst Wasseranlagen (maṣāniʿ li-l-māʾ) in der ʿArafāt-Ebene an und leitete dann das Wasser durch eine unterirdische Wasserleitung aus Kalk (kils) von Naʿmān heran. Er wandte dafür viel Geld auf und zahlte auch den Leuten von Naʿmān Geld dafür, dass sie das Wasser während des Aufenthalts der Pilger in ʿArafāt durch die Leitung laufen ließen. Für die Menschen, so vermerkt Ibn al-Athīr abschließend, war dies eine große Erleichterung (rāḥa ʿaẓīma). Wie aus dem Bericht hervorgeht, war die Wasserleitung nur während der Tage des Haddsch in Betrieb. Der mekkanische Geschichtsschreiber ʿUmar Ibn Fahd, der den Bau der Leitung durch al-Isfahānī ebenfalls erwähnt, datiert das Ereignis auf die Jahre 551/52 der Hidschra (= 1156/57 n. Chr.) und ergänzt, dass die Araber, die sich den Entzug des Wassers bezahlen ließen, zu den Banū Saʿīya gehörten.

### Reparaturen im 12. und 13. Jahrhundert
Die Wasserleitung von Naʿmān nach ʿArafāt trocknete im Laufe der Zeit immer wieder aus und wurde reparaturbedürftig, wobei es verschiedene auswärtige Herrscher waren, die die Instandsetzungsarbeiten durchführen ließen. Der ägyptische Gelehrte Ibrāhīm Rifʿat Pascha gibt in seinem Buch Mirʾāt al-ḥaramain den Text einer arabischen Inschrift wieder, in der erwähnt wird, dass der Kalif an-Nāsir li-Dīn Allāh im Jahre 584 (= 1188/89 n. Chr.) die ʿAin ʿArafa durch seinen Amīr al-haddsch Mudschīr ad-Dīn Taschtigin reparieren ließ. Leider erwähnt er nicht den Ort, an dem er diese Inschrift sah.
Im Jahre 594 (= 1197/98 n. Chr.) oder 595 (1198/99) ließ dann der Herrscher von Erbil, Muzaffar ad-Dīn Gökbüri aus der Dynastie der Begteginiden, die ʿArafa-Leitung zusammen mit dem Becken in der ʿArafa-Ebene instand setzen, wobei er sich durch einen Scheich namens Abū l-ʿAbbās al-Hadramī ibn ʿAlī al-Irbilī vertreten ließ. Nach Ibn Challikān (gest. 1282) war Muzaffar ad-Dīn der erste, der das Wasser in der Nacht vor dem Wuqūf zum Berg von ʿArafāt fließen ließ, was ihn viel Geld kostete. Er ließ auf dem Berg auch Wasseranlagen und eine Türbe für sich bauen. Die Reparatur der Leitung von 594 ist auch durch eine Inschrift dokumentiert, deren Wortlaut Ibrāhīm Rifʿat Pascha in seinem Buch Mirʾāt al-ḥaramain zitiert. Nach Qutb ad-Dīn an-Nahrawālī ließ Muzaffar ad-Dīn die Leitung erneut im Jahre 605 (= 1208/09 n. Chr.) reparieren.
Eine weitere Reparatur von ʿArafa-Leitung und ihren Becken erfolgte um die Mitte der 1230er Jahre, nachdem sie 20 Jahre lang zerfallen und außer Betrieb waren, durch den Emir Iqbāl ibn ʿAbdallāh asch-Scharābī (gest. 1255), einen Mameluken des abbasidischen Kalifen al-Mustansir (reg. 1226–1242). Die Vollendung der Reparatur und der erste Wasserdurchfluss fanden Ende Rabīʿ II 633 (= Anfang Januar 1236) statt. Der mekkanische Geschichtsschreiber Taqī ad-Dīn al-Fāsī (gest. 1429) teilt mit, dass er diese Information einer Bauinschrift entnommen habe, die er selbst in der ʿArafa-Ebene am Dschabal ar-Rahma sah. Qutb ad-Dīn an-Nahrawālī gibt an, dass al-Mustansir die Leitung insgesamt drei Mal habe reparieren lassen, das erste Mal im Jahre 625 (= 1228 n. Chr.), dann in den Jahren 633 (= 1235/36) und 634 (= 1236/37). Auch er will diese Informationen einer Bauinschrift in der Nähe des Dschabal ar-Rahma entnommen haben.
Desgleichen scheint al-Mustansirs Nachfolger al-Mustaʿsim (reg. 1242–1258) seine Aufmerksamkeit der ʿArafa-Leitung zugewandt zu haben. Er ließ sie im Jahre 641 (= 1243/44) durch seinen in Mekka weilenden Diener asch-Schihāb Raihān reparieren.

### Reparaturen im 15. Jahrhundert
Im Jahre 813 (= 1410/11 n. Chr.) schickte der Sultan von Bengalen Ghiyāth ad-Dīn Aʿzam Schāh mit seinem Gesandten Yāqūt al-Ghiyāthī Geld zur Reparatur der ʿArafa-Leitung nach Mekka. Der Gesandte übergab dieses Geld dem Scherifen von Mekka al-Hasan ibn ʿAdschlān, damit er die notwendigen Reparaturarbeiten durchführte. Nach Qutb ad-Dīn an-Nahrawālī handelte es sich um einen Betrag von 30.000 Mithqāl Gold, und der Scherif verwendete diesen Betrag auch tatsächlich zur Reparatur der Leitung. In der Zeit danach wandte der äthiopische Händler Barkūt ibn ʿAbdallāh al-Makīn (gest. 1427) viel Geld für die Reparatur der Leitung auf. Der im Jemen tätige Gelehrte al-Fīrūzābādī (gest. 817/1415) verfasste um die gleiche Zeit ein Werk mit dem Titel Taʿyīn al-ġurufāt li-l-muʿīn ʿalā ʿAin ʿArafāt („Festlegung der Wasserschöpfmengen für denjenigen, der bei der ʿAin ʿArafāt geholfen hat“).
Im Jahre 841 (= 1437/38) schickte der mamlukische Sultan Barsbay mit dem Händler Ibn al-Muzalliq 5000 Aschrafī nach Mekka für die Reparatur der ʿArafa-Leitung. Während der Herrschaft des Mamlukensultans Dschaqmaq (reg. 1438–1453) wurde die ʿArafa-Leitung erneut repariert. Hierbei machte sich insbesondere Bairam Chadschā, der zwischen 1446 und 1450 als Muhtasib von Mekka und Inspektor der Heiligen Moschee tätig war, verdient. Er reparierte 853 (1449/50) einen großen Teil der Leitung sowie eine Anzahl der Becken in der Ebene ʿArafāt, die der Wind mit Staub angefüllt hatte. Er entfernte diesen Staub, verputzte die Becken mit Kalkmörtel und sorgte dafür, dass wieder Wasser von den Quellen zu ihnen gelangte.
Als am 27. Safar 875 (= 25. August 1470) Mustafā, der Sohn des Herrschers von Tripoli, der sich in Mekka niedergelassen hatte, verstarb, hinterließ er keine Erben, aber ein großes Vermögen von über 20.000 Dinar, über das er testamentarisch verfügt hatte, dass es für fromme Handlungen eingesetzt werden sollte. Der mamlukische Sultan al-Aschraf Kait-Bay ließ damit unter anderem die ʿArafa-Leitung und die zugehörigen Becken in der ʿArafāt-Ebene reparieren.
Mit den betreffenden Arbeiten wurde der Emir Sunqur al-Dschamālī betraut. Er begann die Arbeit kurz nach dem Tod von Mustafā in der ʿArafa-Ebene selbst und stieg dann bis an-Naʿmān hoch, wo er Wasser fand. Zur Quelle selbst gelangte er zwar nicht, jedoch erreichte durch seinen Eingriff das Wasser am Samstag, den 12. Radschab (= 4. Januar 1471), wieder das ʿArafa-Gebiet. Der Emir reparierte auch die sichtbaren Becken und grub andere aus, die unter dem Sand verborgen waren. Der mekkanische Geschichtsschreiber ʿUmar Ibn Fahd (gest. 1480) lobt in seiner Mekka-Chronik die Maßnahme als „eine der größten Wohltaten, die der Sultan befohlen hat“, mit der Begründung, dass vorher das Fehlen von Wasser viele Arme am ʿArafa-Tag an den Rand des Todes geführt habe. Der mekkanische Historiograph ʿAbdallāh al-Ghāzī (gest. 1945/46) gibt in seiner Mekka-Geschichte den Text einer Steininschrift wieder, die von der Reparatur der Leitung durch Sunqur al-Dschamālī im Auftrag des Sultans Kait-Bay berichtet. Diese Steininschrift sah er beim Haddsch des Jahres 1901 am Dschabal ar-Rahma in der ʿArafāt-Ebene und schrieb sie mit Bleistift ab. Der medinische Geschichtsschreiber as-Samhūdī (gest. 1533) erwähnt, dass Kait-Bay das Wasser der Leitung auch zur Nimra-Moschee leitete und dort eine Zisterne anlegen ließ, in der sich das Wasser sammelte.

### Der Versuch der Verlängerung der Leitung nach Mekka durch Kait-Bay (1484)
Bereits in der späten Mamlukenzeit gab es Versuche, die ʿAin ʿArafa nach Mekka zu verlängern. Im Jahre 1484 stellte Sultan Kait-Bay dafür einen Betrag von 11.000 Dinar zur Verfügung. Am 4. Dschumādā II 889 (= 29. Juni 1484) traf ein Bote aus Ägypten in Mekka ein, der den Auftrag zur Durchführung des Bauprojekts übermittelte und mitteilte, dass das Geld dafür von al-Chwādscha Dschamāl ad-Dīn at-Tāhir geborgt werden könne. Dieser könne sich dann den genannten Betrag von dem Ober-Qādī Abū l-Baqā Ibn Dschīʿān, bei dem der Sultan das Geld hinterlegt habe, abholen.
Die Vorstellung, dass die ʿAin-ʿArafa-Leitung ohne große Schwierigkeiten nach Mekka verlängert werden könnte, beruhte auf einer Verwechslung der beiden Leitungen ʿAin ʿArafāt und ʿAin Bāzān. Sie geht auf den Bericht über den Bau der ʿAin-Bāzān-Leitung bei al-Maqrīzī zurück. In diesem Bericht heißt es, Amīr Tschūpān sei von Leuten zu einer alten Wasserleitung in ʿArafāt geführt worden, die nicht mehr funktioniert habe. Er habe dann während der Wallfahrt des Jahres 725 (= im November 1325) einen seiner Vertrauten beauftragt, diese Wasserleitung wiederherzurichten. Aus dieser Angabe leitete schon der mekkanische Geschichtsschreiber ʿUmar Ibn Fahd im späten 15. Jahrhundert ab, dass die von Amīr Tschūpān erbaute Leitung nicht die ʿAin Bāzān, sondern die ʿAin ʿArafāt gewesen sei.
Die Bauarbeiten für das Projekt begannen noch im gleichen Monat (Dschumādā II 889). Hundert Arbeiter wurden dafür abgestellt, von denen ein jeder einen Lohn von 3 Aschrafī-Dinar erhielt. Die Arbeiten an dem Projekt gerieten allerdings nach ein paar Monaten ins Stocken, weil man erwartet hatte, auf verschüttete Rohrleitungen zu stoßen, diese sich jedoch nicht zeigten. Deshalb führte man am 23. Rabīʿ II 890 (= 9. Mai 1485) einen geschmückten Stier durch Mekka und anschließend zum Muzlima-Brunnen zwischen der ʿArafa-Ebene und Muzdalifa und schlachtete ihn dort. Anschließend verteilte man sein Fleisch unter den Männern, die dort an der Leitung arbeiteten. Dies war ein alter Brauch, von dem man sich wahrscheinlich eine ähnliche Wirkung wie bei der Freilegung der ʿAin-Bāzān-Leitung im frühen 14. Jahrhundert erhoffte. Immerhin gelang es, die Leitung bis nach Muzdalifa zu verlängern.

### Die Reparaturarbeiten des Qā'id Miftāh al-Buqairī (1505–08)
Zu Anfang des 16. Jahrhunderts lieferte die ʿAin ʿArafāt erneut kein Wasser mehr. Ein gewisser Chwādscha Schams ad-Dīn bezahlte im Jahre 1506 einen Trupp Arbeiter, der zwanzig Tage lang an der Leitung arbeitete, doch konnten sie bis zum Beginn des Haddsch die Reparaturen nicht abschließen, so dass der Gouverneur von Dschidda ausrufen ließ, dass sich die Pilger wegen des Wassermangels nicht schon am 8., sondern erst am 9. Dhū l-Hiddscha in die Ebene ʿArafāt begeben sollten, was die meisten von ihnen auch taten.
Am 12. Schauwāl 912 (25. Februar 1507) beauftragte der Gouverneur von Dschidda den Qā'id Miftāh al-Buqairī, zusammen mit den Arbeitern die Arbeit an der Leitung wiederaufzunehmen. Er zahlte der Gruppe dafür einen Vorschuss. Miftāh al-Buqairī begab sich selbst mit den Arbeitern zu der Leitung, die unter Geröll begraben war. Obwohl sie hart arbeiteten und zwischenzeitlich der Gouverneur persönlich vorbeikam, um die Arbeiter zu beaufsichtigen, dauerten die Arbeiten an der Leitung bis zum ʿArafa-Tag und sogar darüber hinaus. Am 25. Safar 913 (6. Juli 1507) traf in Dschidda ein Beamter mit dem Schiff aus Ägypten ein, der ein Edikt des Sultans bei sich hatte, in dem dem Gouverneur von Dschidda Lob für die Veranlassung und Fortsetzung der Reparaturarbeiten an der ʿArafa-Leitung ausgesprochen wurde.
Am 15. Rabīʿ II 914 (= 13. August 1508) schickte Sultan Qansauh al-Ghūrī ein Dekret an die beiden Scherifen von Mekka Qaitbāy ibn Muhammad und Barakāt ibn Muhammad, in dem er sie aufforderte, sich um die Reparatur der ʿArafa-Leitung zu bemühen, was auch immer sie kosten möge. Am 20. Rabīʿ (= 18. August) begaben sich daraufhin der Scherif Qaitbāy, die drei Qādīs und der Pascha nach ʿArafa, um die ʿArafa-Leitung zu inspizieren und mit Miftāh al-Buqairī, der dort seit zwei Jahren die Arbeiten leitete, zu sprechen. Er forderte den Scherifen auf, jeden Monat für die Arbeiten einen bestimmten Betrag zu fordern. Anschließend kehrte die Gruppe nach Mekka zurück, um sich mit dem Scherifen Barakāt zu beraten.

### Reparaturen unter dem osmanischen Sultan Süleyman I.
Zu Anfang der osmanischen Oberherrschaft über Mekka lag die ʿAin-ʿArafāt-Leitung erneut trocken, und ihre Röhren waren verfallen. Die Pilger mussten das Wasser von weit entfernten Orten nach ʿArafāt bringen. Einige mächtige Personen machten ein Geschäft daraus, dass sie Wasser am ʿArafa-Tag nach ʿArafāt brachten und es dort teuer verkauften. Qutb ad-Dīn an-Nahrawālī berichtet sich in seiner Mekka-Chronik aus persönlicher Erinnerung, dass im Jahre 930 (= 1523/24 n. Chr.) auch die weiter entfernten Brunnen ausgetrocknet waren und der Wasserpreis am ʿArafa-Tag, der auf den 8. Oktober 1524 fiel, so hoch stieg, dass ein winziger Schlauch, den man mit einem Finger tragen konnte, einen ganzen Golddinar kostete. Qutb ad-Dīn, der zu dieser Zeit noch ein Bursche war, hörte bei dieser Begebenheit die Armen vor Durst schreien. In Reaktion auf diesen Missstand gab der osmanische Sultan Süleyman I. den Befehl, die ʿAin-ʿArafāt-Leitung zu reparieren, und setzte als Aufseher für die notwendigen Arbeiten einen in Mekka ansässigen Mann namens Muslih ad-Dīn Mustafā ein. Dieser verwendete große Mühe auf ihre Reparatur und brachte das Wasser der Leitung wieder zum Fließen, so dass beim Haddsch des Jahres 931 (September 1525) die Becken der ʿArafāt-Ebene wieder gut angefüllt waren.
Auch am ʿArafa-Tag des Jahres 938, der auf den 7. Juli 1532 fiel, waren die Becken in der ʿArafa-Ebene noch gut gefüllt mit Süßwasser, weil die ʿArafa-Leitung tadellos funktionierte. Die Menschen waren sehr zufrieden und sprachen Bittgebete für den osmanischen Sultan. Qutb ad-Dīn berichtet, dass durch das fließende Wasser der ʿArafāt-Leitung in der ʿArafāt-Ebene Grünland und Gärten entstanden, in denen Pflanzen angebaut wurden.

### Verlauf der Leitung vor ihrer Verlängerung

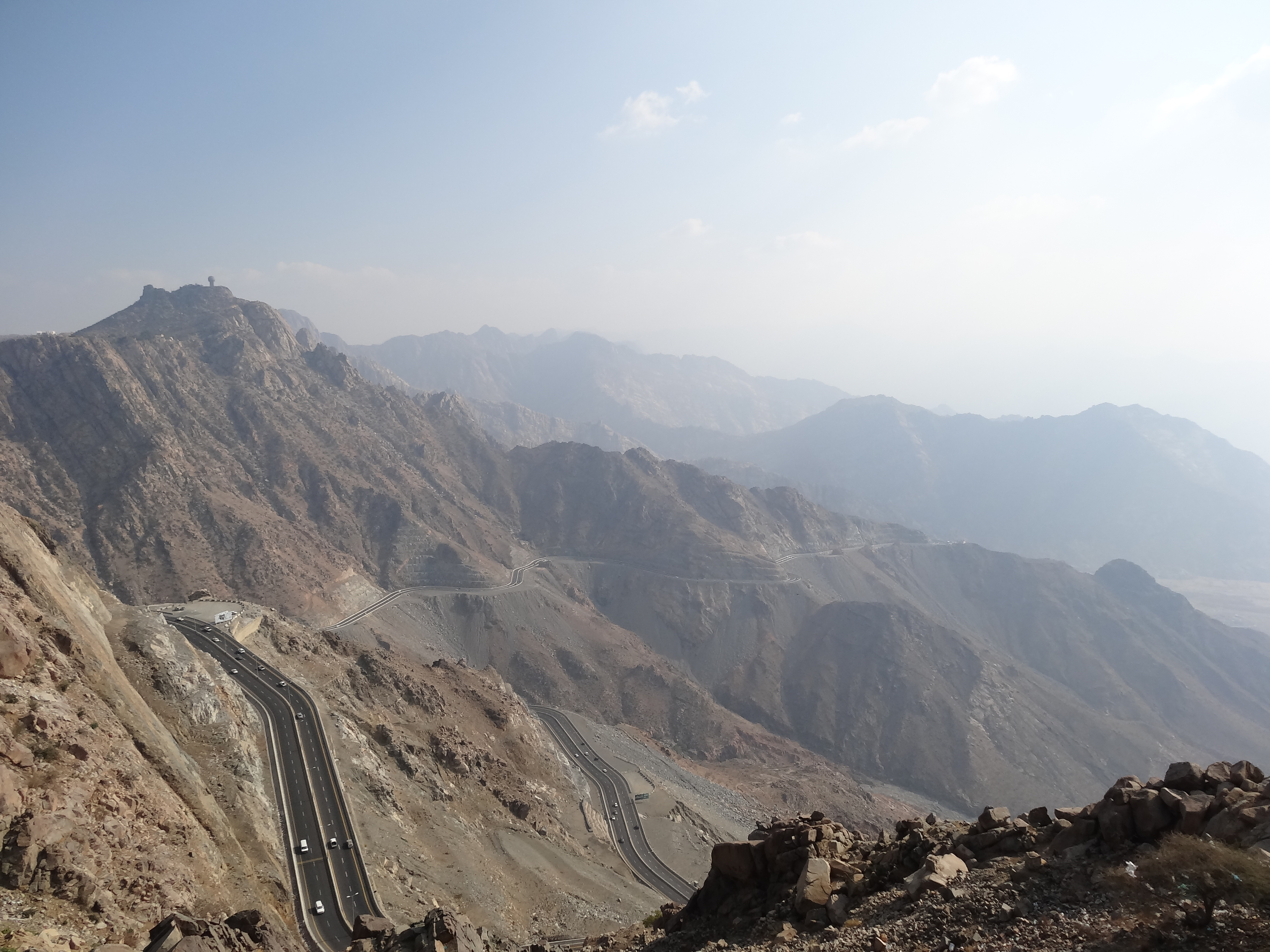
Der Karā-Berg mit der Autostraße von Mekka nach at-Tā'if. An seinem Fuß befindet sich die Quelle, die die ʿAin-ʿArafāt-Leitung mit Wasser versorgte.

Qutb ad-Dīn an-Nahrawālī liefert in seiner Mekka-Chronik auch eine erste Beschreibung des Verlaufs der ʿArafāt-Leitung. Er erklärt, dass diese Leitung von dem Wasserlauf (dabl) des Karā'-Bergs gespeist wurde. Hierbei, so erklärt er, handele es sich um einen sehr hohen Berg, dessen oberer Teil zum Gebiet von at-Tā'if gehöre und nur innerhalb von einem halben Tag erstiegen werden könne. Wer ihn einmal erstiegen habe oder von ihm hinabgestiegen sei, mache diese nicht noch einmal, weil das Gelände sehr unwegsam und der Weg sehr beschwerlich sei. Aus dem Wasserlauf des Karā'-Berges ergieße sich das Wasser durch einen Qanāt zu einem Ort, der al-Audschar genannt werde und im Wādī an-Naʿmān liege. Von dort fließe das Wasser weiter zu einem Ort zwischen zwei hochragenden Bergen oberhalb des Gebiets von ʿArafāt, an dem sich verschiedene Plantagen (mazāriʿ) befänden. Nach Qutb ad-Dīns Beschreibung floss das Wasser in Qanāten weiter in das ʿArafa-Gebiet, wo es um den Dschabal ar-Rahma herumgeleitet wurde und in verschiedene Becken floss, aus denen die Pilger am ʿArafa-Tag tranken. Vom ʿArafa-Gebiet floss das Wasser dann hinter dem Berg von Ma'zimain durch den Dābb-Weg, der von den Mekkanern auch Muzlima genannt wurde, nach Muzdalifa.

## Das osmanische Bauprojekt zur Verlängerung der Leitung nach Mekka

### Die geplante Rekonstruktion der „Anlage Zubaidas“
Wie schon in der späten Mamlukenzeit nahm man auch in der frühen Osmanenzeit an, dass die von Amīr Tschūpān freigelegte Leitung, die Mekka mit Wasser versorgt hatte, nicht die ʿAin Bāzān, sondern die ʿAin ʿArafāt gewesen sei. Allerdings wurde in der osmanischen Zeit die Vorstellung wichtiger, der zufolge die bis nach Mekka reichende ʿAin-ʿArafāt-Leitung schon von Zubaida angelegt worden war. Als es im Ramadan 960 (= August 1553) wieder einmal zu einer starken Verminderung des Wassers der ʿAin-Hunain-Leitung kam, schlug der osmanische Gouverneur von Dschidda Emir Iskandar vor, wegen des Wassermangels eine Petition an den osmanischen Sultan zu richten und darin um die Verlängerung der ʿAin-ʿArafāt-Leitung nach Mekka zu bitten, die „auf dem Weg der Anlage Zubaidas“ (min ṭarīq ʿamal Zubaida) erfolgen sollte. In dieser Zeit pflegten viele Mekkaner sich nach ʿArafāt zu begeben, um mit dem Wasser der Leitung ihre Pferde zu tränken.
Die Vorstellung von der „Anlage Zubaidas“ (ʿamal Zubaida), die man wiederherstellen könnte, verbreitete sich in den nachfolgenden Jahren zunehmend. Ausschlaggebend dafür war auch, dass es hinter Minā einen Brunnen gab, der nach Zubaida benannt war. Qutb ad-Dīn beschreibt diesen Zubaida-Brunnen (biʾr Zubaida) als einen großen mit Steinen verschlossenen Brunnen, der so gewaltig war, dass man glauben konnte, dass ihn die Dschinn errichtet hätten. Dieser Brunnen war wahrscheinlich relativ neu, denn er wird in den arabischen Quellen vor dem 16. Jahrhundert nicht erwähnt. Ghubāschī lokalisiert den Brunnen in dem modernen mekkanischen Stadtteil al-ʿAzīzīya an der Stelle, an der sich heute die Scheich-Ibn-Bāz-Moschee befindet.
Als in den Jahren nach 965 (= 1557 n. Chr.) die ʿAin Hunain und die Brunnen Mekkas erneut austrockneten und die ʿAin ʿArafāt die einzige Leitung war, die noch Wasser lieferte, wurde das Problem der mekkanischen Wasserversorgung wieder der Hohen Pforte unterbreitet. Sultan Süleyman I. bemühte sich daraufhin um eine nachhaltigere Lösung für die mekkanische Wasserversorgung und ließ zu diesem Zweck vor Ort eine Untersuchungskommission bilden. Dieser Kommission gehörten ʿAbd al-Bāqī ibn ʿAlī al-ʿArabī, der Qādī von Mekka, Chair ad-Dīn Chidr, der Emir des Sandschak von Dschidda, und verschiedene Notabeln von Mekka an. Bei den Beratungen kam man zu dem Ergebnis, dass die stärkste Quelle diejenige der ʿArafāt-Leitung sei und sie deshalb künftig die Grundlage der Wasserversorgung von Mekka bilden müsse. Hinsichtlich dieser Leitung stellte man die Vermutung an, dass sie ursprünglich zwei Teile umfasst habe, nämlich neben dem noch sichtbaren oberirdischen Teil, der von der Quelle bis zum Zubaida-Brunnen hinter Minā führte, noch einen zweiten unterirdischen, allerdings verschütteten Teil, der von diesem Brunnen bis nach Mekka führte. Zubaida, so war die Überlegung, habe den Kanal von ʿArafa zu ihrem Brunnen hinter Minā oberirdisch, den Kanal von dort nach Mekka jedoch unterirdisch gebaut. Nur habe die Leitung ʿAin Hunain diese Leitung überflüssig gemacht, so dass man sie vernachlässigt und vergessen habe. Um die Leitung von al-Audschar bis nach Mekka zu reparieren und wiederherzustellen, müsse der oberirdische Teil instand gesetzt und der unterirdische ausgegraben und repariert werden, eine Arbeit, für die man Kosten in Höhe von 30.000 neue Golddinar veranschlagte. Die Kommission ließ auch die Strecke der geplanten Leitung von al-Audschar über ʿArafāt, Muzdalifa und Minā nach Mekka ausmessen und kam zu dem Ergebnis, dass sie insgesamt 45.000 Zimmermannsellen (= 28,12 Kilometer) betrug.

Mihrimah Sultan, die 1561 die Verlängerung der ʿAin ʿArafāt nach Mekka in Auftrag gab

Anfang 969 (= Herbst 1561 n. Chr.) schickte die Kommission hierüber einen Bericht an die Hohe Pforte. Nach Qutb ad-Dīns Bericht wurde jetzt die Tochter Süleymans tätig. Mit der Begründung, dass ja auch eine Frau, nämlich Zubaida, die Wasserkanäle erbaut habe, bat sie, die notwendigen Reparaturarbeiten in Auftrag geben zu dürfen, was ihr Vater ihr auch erlaubte. Mit den notwendigen Bauarbeiten wurde der Defterdar von Ägypten, Ibrāhīm Pascha ibn Taghriverdi al-Mihmandār beauftragt. Die Prinzessin gab ihm für die Durchführung der Arbeiten einen Betrag von 50.000 Golddinar, 20.000 mehr als die Kommission in Mekka veranschlagt hatte. Bis er in Mekka eintraf, dauerte es allerdings noch einige Monate. Aus der osmanischen Chronik von Selānikī (gest. 1600) ist bekannt, dass die Tochter Süleymans, die die Verlängerung der ʿAin-ʿArafāt-Leitung nach Mekka in Auftrag gab, Mihrimah Sultan war.
Unterdessen fand ein Mann namens ʿAbd an-Nabī ibn ʿIwad ar-Rūmī al-Mīqātī, der sich aus religiösen Gründen im Haram aufhielt, um die Mitte des Jahres 969 (= Frühjahr 1562 n. Chr.) auf dem Heumarkt (sūq al-qišāš) von Mekka ein Buch mit Zeichen und Grenzmarkierungen, von denen er meinte, dass sie den Verlauf der Anlage Zubaidas für die ʿArafa-Leitung bis zur sogenannten Birkat as-Sullam anzeigten. Die Birkat as-Sullām war ein im 14. Jahrhundert erbautes Becken in Minā, das wahrscheinlich mit Regenwasser aus der Umgebung gespeist wurde. Wie der ägyptische Gelehrte al-Dschazīrī (gest. 1570) berichtet, ersteigerte ʿAbd an-Nabī das Buch für zehn halbe Dirham und unterbreitete die Angelegenheit dem Qādī ʿAbd al-Bāqī ibn ʿAlī al-ʿArabī. Wenn er ihm Arbeiter und Bauleute schicke, so versprach er ihm, könne er ihnen die Spuren, die er in dem Buch gefunden habe, zeigen. Der Qādī stellte ihm einen Geldbetrag zur Verfügung und erlaubte ihm, die Sklaven der ʿAin-Bāzān-Leitung für die Arbeiten einzusetzen.
Bevor die Männer mit den Grabungsarbeiten anfingen, brachten sie den Dschinn Schlachtopfer dar, weil man ihnen gesagt hatte, dass diese ihr Recht einfordern. Es wurden dafür drei Kühe in festlichem Umzug durch die Straßen von Mekka geführt und anschließend am Ort der Grabungen geschlachtet. Der Qādī kaufte außerdem noch vom Geld des Sultans drei jungfräuliche Kamelstuten. Diese wurden geschmückt, von as-Safā in feierlichem Umzug zum Ort der Grabungen gebracht und dort ebenfalls geschlachtet. Hierbei orientierte man sich daran, wie man im 14. Jahrhundert bei der Freilegung der ʿAin Bāzān verfahren war.
Al-Dschazīrī berichtet, dass die Männer im Abstand von jeweils elf bis zwölf Ellen Zeichen und Grenzmarkierungen fanden, die sie ausgruben. Sie entsprachen genau den Zeichnungen in dem Buch. Ende des Monats Schaʿbān (= Ende April 1562) traf ein Sergeant (çavuş) von der Hohen Pforte ein, um die Angelegenheiten der Leitung zu inspizieren. Er wurde von Bauleuten und Ingenieuren begleitet. Zwar konnte die Bauleute noch über Muzdalifa hinausgehen, doch kam die Arbeit an der Leitung Ende des Monats Schauwāl (= Ende Juni 1562), als die ägyptische Pilgerkarawane eintraf, zum Stillstand. Dies hatte zum Teil auch damit zu tun, dass Qādī ʿAbd al-Bāqī, der das Projekt unterstützt hatte, entlassen wurde.

### Eintreffen der osmanischen Bauleute und Erschließung einer neuen Quelle
Der von Mihirmah Sultan beauftragte Baumeister Ibrāhīm Pascha ibn Taghriverdi reiste mit einer ganzen Anzahl von Gerätschaften wie Erdkörben, Hacken und Schaufeln, sowie Eisen, Stahl, Kupfer, Blei und dergleichen in den Hedschas und traf am 22. Dhū l-Qaʿda (= 29. Juli 1562) in Dschidda ein. Von dort reiste er nach Mekka weiter, wo ihm der Scherif Hasan ibn Abī Numaiy einen feierlichen Empfang bereitete.
Nach Qutb ad-Dīn kam Ibrāhīm mit der Erwartung nach Mekka, dass er die Arbeiten an der Leitung innerhalb von einem Jahr abschließen könnte, um danach zur Hohen Pforte zurückzukehren und dort hohe Ämter zu erlangen. Nach seiner Ankunft in Mekka begab er sich sogleich an die Arbeit. Zunächst ließ er einige Brunnen, aus denen die Leute Wasser zu holen pflegten, reinigen und tiefer ausgraben, damit sie mehr Wasser liefern. Danach begab er sich in das Gebiet oberhalb von ʿArafāt, um dort die Kanäle der ʿAin ʿArafāt eingehend zu untersuchen. Im Dhū l-Hiddscha unterbrach er diese Untersuchungen, um am Haddsch teilzunehmen. Nach dem Ende der Wallfahrt setzte er die Arbeiten an der ʿAin ʿArafāt fort, legte ihre Röhren frei und schlug anschließend sein Zelt bei al-Audschar im Wādī an-Naʿmān auf. Dort legte er ebenfalls die Röhren frei und reinigte sie. Dann begab er sich zum Ausgangspunkt der Quelle am Karā'-Berg und legte sie frei. Ibrāhīm fand in an-Naʿmān noch eine zweite Quelle, die viel Wasser führte. Mit ihr ergänzte er das Wasser der ʿArafa-Leitung. Anschließend begann er mit der Reinigung und Reparatur der Leitung.

### Desillusionierung: Die Suche nach der „Anlage Zubaidas“ erweist sich als vergeblich
Al-Dschazīrī berichtet von einem Gespräch mit dem Scherifen Hasan ibn Abī Numaiy, bei dem dieser ihm gegenüber Zweifel an der Möglichkeit äußerte, die Leitung anhand der Grenzmarkierungen bis nach Mekka weiterzuführen. Al-Dschazīrī zitiert ihn mit den Worten:

„Wenn dies möglich gewesen wäre, so hätte das bereits Zubaida vollendet, aufgrund ihres großen Wunsches, den Bewohnern der beiden heiligen Stätten in ihrer Zeit Wohltaten zu erweisen. Es hat sie aber daran gehindert, dass es dort viele Felsen und ein enormes Gefälle gibt. Wenn sie die Leitung über einen anderen Weg als diese Grenzmarkierungen führen, haben sie vielleicht Erfolg.“

 Wie al-Dschazīrī berichtet, erzählte man sich zu seiner Zeit, schon Zubaida habe die Leitung nur bis zu diesem Punkt bringen können, weil sie, als man ihr die Sache unterbreitet hatte, gesagt hatte: „Wir werden es auf jeden Fall vollenden“. Da sie beim Sprechen über ihren Plan nicht die Formel In schā' Allāh benutzt habe, sei er nicht in Erfüllung gegangen und die Arbeiten an der Leitung seien zum Stillstand gekommen.
Anfang Rabīʿ I 970 (= Ende Oktober 1562) begab sich Ibrāhīm mit den beiden Qādīs Husain al-Mālikī und Fudail Schalabī ibn ʿAlī Dschamālī und Chair ad-Dīn, dem Kommandeur der osmanischen Garnison in Dschidda, in das Viertel Bathā' Quraisch, um einen neuen Plan auszuarbeiten, der ohne die Anlage Zubaidas auskam. Sie beschlossen, die neue Leitung nicht über Mafdschir, sondern über Bathā' Quraisch nach Mekka zu führen und dafür auch Brücken zu errichten. Bei der Ausarbeitung des neuen Plans konsultierte Ibrāhīm auch die arabische Mekka-Chronik von al-Fākihī aus dem späten 9. Jahrhundert. Anhand dieser Chronik stellte Ibrāhīm schließlich fest, dass die Vermutung ʿAbd an-Nabī al-Mīqātīs falsch war und sich das, was über die Freilegung „der Anlage Zubaidas“ berichtet wurde, nicht auf die ʿArafa-Leitung, sondern die Hunain-Leitung bezog, deren Röhren in der Mughammas-Ebene leicht freigelegt werden konnten.

### Reparatur und Verlängerung der Leitung nach Minā
In seiner Mekka-Chronik schreibt Qutb ad-Dīn, dass Ibrāhīm die Arbeiten mit insgesamt 400 Mamluken durchführte und zusätzlich noch 1000 Arbeiter, Bauleute, Ingenieure, Brunnenexperten, Schmiede, Steinschneider und Zimmerleute beschäftigte. In einem Brief Qutb ad-Dīns von Anfang Schaʿbān 970 (= Ende März 1563), den al-Dschazīrī zitiert, werden noch höhere Zahlen genannt: Insgesamt seien 600 Steinhauer aus dem ganzen Hedschas sowie 4.000 Maurer, Zimmerleute und Schmiede bei Ibrāhīm versammelt gewesen. Qutb ad-Dīn berichtet, dass ganze Gruppen von Handwerkern aus Ober- und Unterägypten, Damaskus, Aleppo, Istanbul und dem Jemen herangebracht wurden. Jeder dieser Gruppen wies Ibrāhīm einen bestimmten Abschnitt der Leitung zu, in dem sie die Röhren freilegen und reinigen sollten. Die Bauleute und Ingenieure zeigten beim Graben, Aufbauen und Zertrümmern von hinderlichen Felsbrocken großen Einsatz. Auf diese Weise konnten die Männer die alte Leitung bis nach Muzdalifa schnell freilegen, wobei ihnen das Wasser unmittelbar folgte. Die Kosten für die Verpflegung der Männer betrug für jede Elle zehn Goldstücke.
Ein Mamluke, der den Wasserfluss in dem Kanal ausmaß, stellte fest, dass er eine Elle tief und drei Ellen breit war. Nach Qutb ad-Dīn ergab eine Messung, dass der Wasserfluss ungefähr 150 Lule von der Dicke eines Daumens betrug. Man hörte das Wasser in dem Kanal rauschen. Die Leute kamen, um sich an dem Anblick zu ergötzen, und schlugen ihre Zelte bei der Leitung auf, um dort zu lustwandeln. Auch der Scherif Hasan ibn Abī Numaiy kam zusammen mit seinem Sohn Abū l-Qāsim und dem Qādī Husain al-Mālikī für eine Woche in die ʿArafāt-Ebene. Auf dem Rückweg nach Mekka verunglückte jedoch Abū l-Qāsim, als er bei eintretender Dunkelheit bei einem Schnellritt mit seinem Pferd in eines der für die Leitung neu gegrabenen Löcher fiel.
Bis zum Frühjahr 1563 reparierte und erneuerte Ibrāhīm die Kanäle der ʿArafāt-Leitung von der Quelle bis zum Zubaida-Brunnen. Insgesamt handelte sich um eine Strecke von 40.000 praktischen Ellen (= 27 Kilometer). Die Bauleute verwendeten große Mühe auf das Abhauen der Steine von al-Mafdschir, das sich hinter Minā zwischen dem Zubaida-Brunnen und dem Sullam-Teich befand. Als die Reparaturarbeiten bis zum Zubaida-Brunnen gelangt waren, gab der Kommandeur Ibrāhīm dort am 28. Schaʿbān 970 (= 22. April 1563) zur Feier ein großes Bankett, zu dem er die Notablen, Rechtsgelehrten und Händler von Mekka einlud. Man baute Zelte und Schirme auf. Der feierliche Höhepunkt der Veranstaltung, die aufgrund der vielen Menschen dem Gedränge am ʿArafa-Tag glich, war die Einleitung des Wassers in den Zubaida-Brunnen. Ein Bote aus Ägypten überbrachte Ibrāhīm wenig später die freudige Botschaft der Erhöhung seines Gehalts auf 50.000 Akçe.

### Fortführung der Arbeit durch Aushauen der Felsen
Mit dem Projekt der Verlängerung der ʿAin ʿArafa nach Mekka verbanden sich große Hoffnungen. Qutb ad-Dīn äußerte die Erwartung, dass bei dem starken Wasserdurchfluss der Leitung Mekka zu einem fruchtbaren, bebauten Land werden könne, ähnlich wie man es in Syrien habe. Die Arbeit auf der Strecke vom Zubaida-Brunnen bis nach Mekka erwies sich jedoch als erheblich schwieriger als erwartet, weil von dem vermuteten unterirdischen Kanal der Zubaida keine Spur zu finden war.
Trotz der Schwierigkeiten, auf die er stieß, zeigte Ibrāhīm große Ambitionen, die ʿArafa-Leitung von bis nach Mekka zu verlängern. Um dieses Ziel zu erreichen, musste er auf einer Strecke von 2000 Ellen den harten Felsen in einer Breite von fünf Ellen und einer Tiefe von 40 Ellen aushauen lassen. Die Felsen auf der Strecke bestanden aus Granit, der nicht mit Eisen abzuhauen war. Um die Felsen abhacken zu können, musste man sie vorher durch Feuersetzen erweichen. Ibrāhīm ging so vor, dass er jeweils eine Stelle von fünf mal sechs Ellen freilegen ließ, bis man auf den Granitfelsen stieß, und dann dort hundert Kamelladungen Brennholz verbrennen ließ, was eine Nacht lang dauerte. Danach konnte man an der Stelle die Oberfläche des Felsens abtragen. Dieses Verfahren wurde so lange wiederholt, bis man die gewünschte Tiefe erreicht hatte. Auf diese Weise wurden innerhalb von kurzer Zeit 200.000 Kamelladungen Brennholz verfeuert, bis das Brennholz in den Wadis und Tälern der Umgebung Mekkas vollständig aufgebraucht war, worunter die Einwohner Mekkas sehr litten.
Hatte Qutb ad-Dīn am 5. Ramadan 970 (= 28. April 1563) die Vermutung angestellt, dass für die Vollbringung dieser Arbeit nur noch vier Monate notwendig wären, wenn Ibrāhīm Verstärkung von Steinhauern aus Ägypten bekäme, musste diese Zeitkalkulation bald revidiert werden, weil die Arbeiter nur sehr langsam mit dem Aushauen der Felsen vorankamen. Der Baumeister Ibrāhīm schätzte zwischenzeitlich, dass die Verlängerung der Leitung bis nach Mekka noch acht Jahre in Anspruch nehmen würde. Qutb ad-Dīn merkt an, dass man für die Fertigstellung der Arbeit so viel Zeit wie das Lebensalter von Noach, so viel Geld wie das Vermögen von Korach und so viel Geduld wie die Geduld Ijobs brauchte. Die älteren Bewohner von Mekka hielten es sogar für ganz unmöglich, diese Arbeit von dort bis nach Mekka fortzusetzen. An eine Aufgabe des einmal begonnenen Unternehmens war aber nicht zu denken, weil die „Ehre des erhabenen Sultanats“ (nāmūs as-salṭana aš-šarīfa) auf dem Spiel stand, wie Qutb ad-Dīn anmerkt.
Aus osmanischen Archivdokumenten geht hervor, dass denjenigen, die an dem Bau der Leitung arbeiteten, jährlich 1500 Irdabb Weizen sowie 1000 Irdabb Saubohnen, Linsen, Kichererbsen und Reis gegeben wurde. Die Löhne der Arbeiter wurden aus den Zolleinnahmen von Dschidda beglichen.
Zwischendurch gab es immer wieder zusätzliche Schwierigkeiten, die die Arbeiten verzögerten. Am 5. Dschumādā I 971 (21. Dezember 1563) zum Beispiel ereignete sich in dem Gebiet von Mekka nach achtstündigem Starkregen eine gewaltige Überschwemmung, die Ibrāhīm und seine Leute dazu zwang, auf den Thabīr-Berg zu fliehen. Der von ihnen ausgehauene Graben setzte sich derweil mit Erde und Steinen zu.
Da immer mehr von Ibrāhīms Mamluken starben, ging er im Jahr 971 (1563/64 n. Chr.) dazu über, die Sklaven der Händler und die Bewohner von Mekka mit Gewalt zur Arbeit an der Leitung zu zwingen. Dafür besuchten seine Leute alle Häuser der Stadt. Wo immer sie Sklaven oder junge Männer sahen, die arbeiten konnten, ergriffen sie sie. Wer sich verweigerte, wurde geschlagen. Auch wurden für den Bau der Leitung viele Gelder mit der Pilgerkarawane von der Zitadelle in Kairo nach Mekka gebracht. Wie al-Dschazīrī berichtet, teilte ihm Ibrāhīm beim Haddsch des Jahres 971 (= im Juli 1564 n. Chr.) mit, dass zwei Drittel der Arbeit für die Fertigstellung der Leitung bereits geleistet seien und er für den Rest eine Zeit von einem Jahr veranschlage.

### Fertigstellung der neuen Leitung
Anders als erwartet, musste Ibrāhīm die Arbeiten an der Leitung unter großen Mühen noch zweieinhalb Jahre lang fortsetzten, während derer er den Felsen allerdings nur auf einer Strecke von 1500 Ellen aushauen konnte. Probleme ergaben sich auch daraus, dass zwischendurch immer wieder Arbeiter von der Baustelle flohen und sich nach Ägypten absetzten. Sie wurden auf Befehl des Sultans vom Wālī Ägyptens nach Mekka zurückgebracht. Insgesamt gab Ibrāhīm einen Betrag von 150.000 Golddinar aus dem osmanischen Staatsschatz für die Arbeit an der Leitung aus. Am 2. Radschab 974 (= 13. Januar 1567) starb er nach langer Auszehrung an einer Durchfallerkrankung. Nach seinem Tod übernahmen nacheinander zwei andere osmanische Kommandeure die Fortführung der Arbeiten, die aber beide an Krankheiten starben und somit zu „Märtyrern der Leitung“ (šuhadāʾ al-ʿain) wurden.
Die Fertigstellung der Wasserleitung erfolgte erst fünf Jahre später, während der Herrschaft von Süleymāns Sohn Sultan Selim II. (reg. 1566–74). Zwischendurch wurde immer wieder von Istanbul aus über Ägypten Materialnachschub herangeschafft, so zum Beispiel im Jahre 975 (1567/68) Roheisen sowie 500 Qintār Öl, die zur Beleuchtung innerhalb des Kanals benötigt wurden. Der Tag, an dem das Wasser zum ersten Mal in den Kanälen bis nach Mekka floss, der 20. Dhū l-Qaʿda 979 (= 4. April 1572), wurde mit einem großen Fest begangen. Der mekkanische Oberqādī Husain al-Husainī, der zuletzt die Oberaufsicht über die Arbeiten geführt hatte, gab ein großes Gastmahl in seinem Garten in der Unterstadt, zu dem er alle Notabeln der Stadt einlud und für das er Festzelte aufstellte und zahlreiche Kamele, Rinder und Schafe schlachten ließ. Bei dem Anlass verlieh er den führenden Baumeistern und Ingenieuren prächtige Ehrengewänder, verteilte an die anderen Anwesenden großzügige Geschenke und spendete Almosen an die Armen. Als die Nachricht über die Fertigstellung der Wasserleitung der osmanischen Auftraggeberin zu Ohren kam, ließ sie denjenigen Amtsträgern, die an den Arbeiten teilgenommen hatten, großzügige Geschenke zukommen und sorgte dafür, dass sie befördert wurden. Das galt auch für Husain al-Husainī, dessen Gehalt als Professor an der Sulaimānīya-Madrasa in Mekka auf 100 Akçe pro Tag angehoben wurde. Eine osmanische Urkunde vom 29. August 1572 informiert darüber, dass Husain al-Husainī bei der gleichen Gelegenheit auch zum Schaich al-Haram ernannt wurde.
Durch die neue Leitung konnte ganz Mekka mit dem Wasser der ʿAin ʿArafāt versorgt werden. Noch im gleichen Jahr 979 (= 1572/73 n. Chr.) wurde der Amīr Ahmad Beg damit beauftragt, die Wasserleitung bis zum unteren Teil Mekkas zu verlängern. Denn eine Anordnung des Sultans besagte, dass dieses Wasser nicht in der ʿAin-Hunain-Leitung fließen, sondern dafür eine gesonderte Leitung gebaut werden sollte. Die Oberaufsicht über die Arbeiten wurde erneut Husain al-Husainī übertragen. Ihnen wurde ein geschickter Baumeister, Muhammad, der Tschāwīsch des hohen Dīwān, zur Seite gestellt. Die drei einigten sich darauf, zunächst alles Notwendige niederzureißen. Die Leitung wurde dann an der Seite von al-Muddaʿā und dem Chān von Kaitbay vorüber nach al-Marwa und Suwaiqa geführt, von dort bog sie zum kleinen Markt ab. In al-Abtah, im oberen Teil Mekkas, wurde zur Verteilung des Wassers von ʿArafāt ein Kuppelbau mit kupfernen Ausflußröhren an seiner Rückwand errichtet. Außerdem erbaute Ahmad Beg an anderen Stellen Mekkas zwei Wasserverteilstellen (subul) und ein Wasserbecken zur Tränkung der Tiere. Als Entlohnung dafür erhielt er aus dem Schatz des Sultans 70.000 Akçe.

## Geschichte der Leitung nach ihrer Verlängerung

### Reparaturen im 16. und 17. Jahrhundert
Die Verlängerung der ʿAin ʿArafāt nach Mekka stellte die Wasserversorgung der Heiligen Stadt auf eine neue Grundlage, allerdings erforderte die Instandhaltung des neuen Baus in der Folgezeit weiter großes Engagement von osmanischer Seite. Schon nach kurzer Zeit musste die Wasserleitung das erste Mal repariert werden, weil sie bei einer Überschwemmung im Jahre 1576 teilweise beschädigt wurde. Um die Schäden zu beheben, wurden 27.000 Florin verausgabt. Im Jahre 1580 sandte der Qādī von Mekka ʿAbd al-Bāqī ein Schreiben an Sultan Murad III., in dem er darauf hinwies, dass im oberen Bereich der Leitung der Kanal an einigen Stellen nicht genügend Gefälle aufwies, so dass ein großer Teil des Wassers zur Quelle zurückfloss. Er schätzte die Kosten für die notwendige Reparatur auf 1.000 Florin. Murad III. befahl daraufhin dem Statthalter von Ägypten, sich der Behebung der Mängel an der Leitung anzunehmen und dafür 5.000 Florin aus dem Staatsschatz Ägyptens vorzusehen. Aus osmanischen Archivdokumenten geht hervor, dass der Statthalter von Ägypten daraufhin den Amīr Ahmad Beg mit der Durchführung des Projekts beauftragte.
Im Jahre 1025 (= 1616) wurde die ʿAin ʿArafāt erneut repariert, wobei diesmal Sultan Ahmed I. (reg. 1603–1617) Auftraggeber war. Die Reparatur, die von einem gewissen Hasan Pascha durchgeführt wurde, war so erfolgreich, dass anschließend wieder das Wasser bis nach Mekka floss, was von der mekkanischen Bevölkerung mit großer Freude aufgenommen wurde. Im Jahre 1060 (= 1650 n. Chr.) war der Wasserfluss nicht nur bei der ʿAin ʿArafāt, sondern auch bei der ʿAin Hunain unterbrochen, so dass die Menschen große Unannehmlichkeiten hatten. Der einzelne Schlauch Wasser kostete 40 Muhallaq. Der Gouverneur von Dschidda, ein gewisser Muhammad Beg, kümmerte sich schließlich um die Reparatur der Leitung und wendete dafür viel Geld auf. Er begab sich nach Mekka, reinigte die Leitung und reparierte die Teile, die zerfallen waren, bis das Wasser wieder nach Mekka floss, was in Mekka erneut große Freude auslöste. Die Reparatur wird von as-Sindschārī auf das Jahr 1066 (= 1655/56 n. Chr.) datiert. Nach der Beschreibung des mekkanischen Gelehrte ʿAlī ibn ʿAbd al-Qādir at-Tabarī (gest. 1660), der im 17. Jahrhundert ein Geschichtswerk über Mekka verfasste, waren die beiden Leitungen zu seiner Zeit nicht mehr ganz getrennt, wie ursprünglich vorgesehen, sondern vereinigten sich an einem Ort, der al-Miqsam („Verteiler“) genannt wurde und im Gebiet von al-Maʿābida lag.
Eine weitere Reparatur im Jahre 1084 (= 1673/74) im Auftrag des osmanischen Sultans Mehmed IV. ist durch eine Marmorinschrift belegt, deren Text Ibrāhīm Rifʿat Pascha in seinem Buch Mirʾāt al-ḥaramain wiedergibt. Er sah diese Inschrift Anfang des 20. Jahrhunderts am Dschabal ar-Rahma in der ʿArafāt-Ebene. Nach Ibrāhīm Rifʿat Pascha gab Mehmed IV. 1093 (= 1682) weitere wichtige Reparaturen in Auftrag. Hierbei wurde ein gewaltiger Damm im Wādī Naʿmān errichtet, der verhindern sollte, dass bei Überschwemmungen das Flutwasser in die Leitungen eindringt und diese verstopft. Über den Zugangsschächten der Kanäle wurden 20 Barrieren (ḫarazāt) angebracht. Als am 13. Rabīʿ al-auwal 1099 (= 17. Januar 1688) die Leitung auf einer Strecke von 30 Ellen einbrach, schickte der Scherif unverzüglich Ingenieure, die den Schaden ausbesserten.

### Die Reparaturen von Mehmed Beg und Ebubekir Pascha
Am 10. Dhū l-Qaʿda 1103 (= 24. Juli 1692) kam der osmanische Baumeister Mehmed Beg ibn Hüseyn Pascha nach Mekka, um im Auftrag von Sultan Ahmed I. die Leitung zu reparieren, nachdem bei ihm eine Petition eingereicht worden war, in der man ihn über den Wassermangel und den Verfall der Leitung unterrichtet hatte. Er begab sich zusammen mit dem herrschenden Scherifen Saʿīd ibn Saʿd nach Naʿmān und inspizierte den Schaden an der Quelle. Anschließend erneuerte er drei Barrieren (ḫarazāt) an Kontrollschächten und reinigte die Kanäle, so dass das Wasser wieder bis zum Mādschin-Becken im unteren Teil von Mekka fließen konnte. Er reparierte außerdem diverse Becken in ʿArafāt und Mekka.
Mehmed Beg kam erneut am 23. Schauwāl 1123 (= 24. November 1711) nach Mekka, um ein zweites Mal im Auftrag des Sultans die Leitung zu reparieren. Er begab sich dieses Mal in Begleitung des herrschenden Scherifen ʿAbd al-Karīm, des Qādīs, der Muftis von Mekka sowie verschiedener Gelehrter und Ingenieure nach ʿArafa, Naʿmān und Mafdschar und begutachtete mit ihnen zusammen die Schäden an der Leitung. Die Ingenieure kamen zu dem Ergebnis, dass fünf Kontrollschächte instand gesetzt und zehn weitere neu gebaut werden müssten und die Leitung von Naʿmān nach Mekka ebenfalls repariert werden müsste. Mehmed Beg teilte mit, dass man eine Petition bei der Hohen Pforte stellen müsse, und die Ingenieure veranschlagten die Kosten für die gesamten Baumaßnahmen auf 100.240 Ahmar. Man erstellte darüber ein Schreiben und setzte darunter die Unterschriften all derjenigen, die an der Begutachtung der Leitung teilgenommen hatten. Mehmed Beg selbst unternahm nach diesen Vorgaben in der folgenden Zeit die Reparatur der Leitung; der Abschluss der Arbeiten erfolgte im Jahre 1125 (= 1713 n. Chr.).
In den Jahren 1137 (= 1724) und 1140 (= 1727) nahm der osmanische Staatsmann Ebubekir Pascha, der für sein Aquädukt auf Zypern bekannt ist, Reparaturen an der Leitung vor. Als im Safar 1144 (= August 1731) ʿAin ʿArafa und ʿAin Hunain erneut austrockneten und die Menschen deswegen großen Kummer hatten, verfasste der als al-Qādī ʿĪd bekannte Qādī Hanīf ad-Dīn ibn al-Qādī Muhammad (gest. 1730) für Ebubekir Pascha eine Abhandlung über die Geschichte der beiden Leitungen. Darin bat er ihn um Rettung aus der Not und verwies auf sein früheres Engagement als Erbauer von Aquädukten. Die Leitung wurde daraufhin von Seiten der Hohen Pforte erneut repariert.

### Reparaturen im späten 18. und frühen 19. Jahrhundert

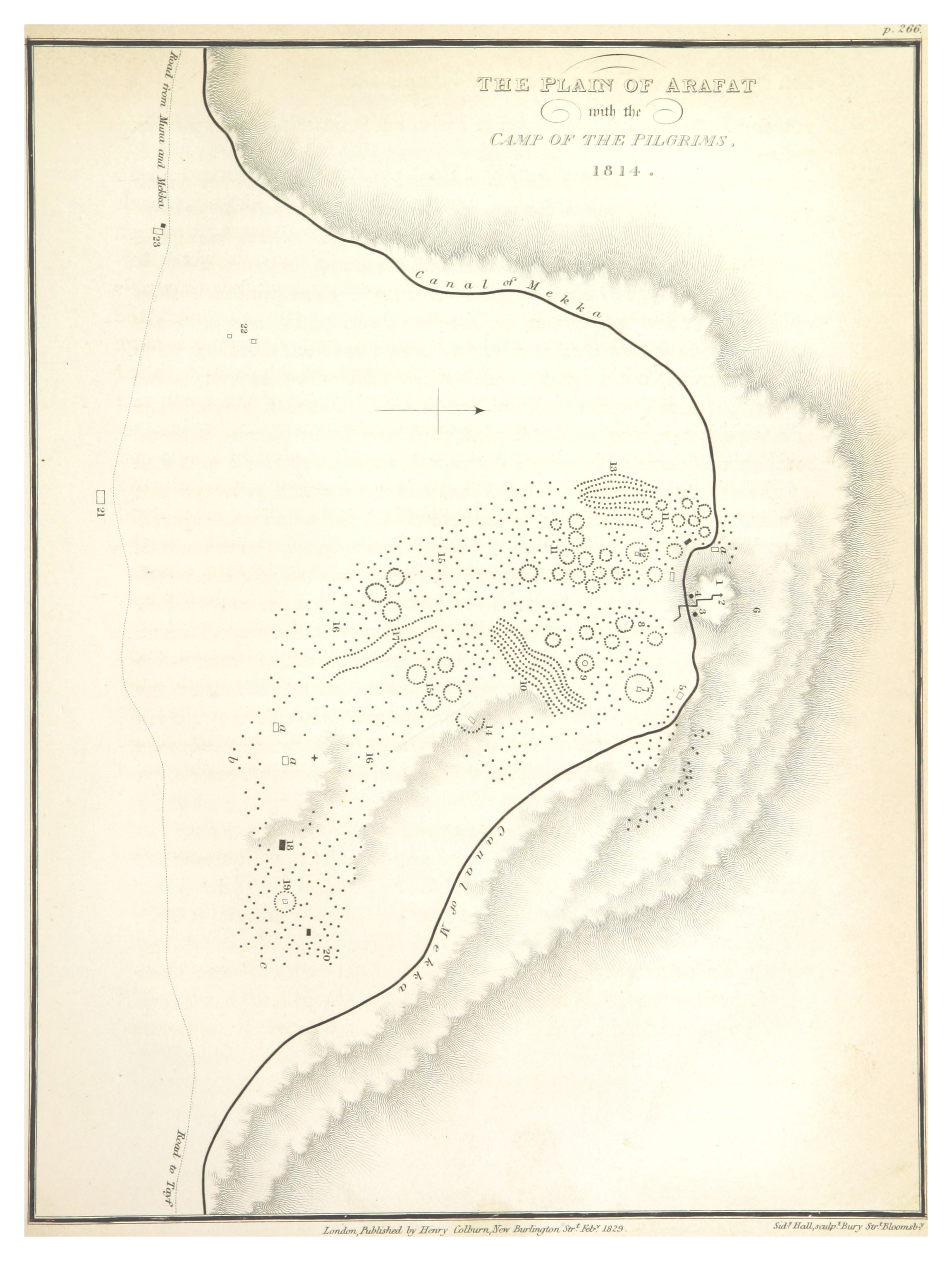
Verlauf der ʿAin ʿArafāt in der ʿArafāt-Ebene im Reisebericht von Jean Louis Burckhardt (1814)

Weitere Reparaturen von osmanischer Seite fanden 1767 und 1777 statt. Über die Reparatur, die 1767 abgeschlossen wurde, gibt es einen Bericht in dem osmanischen Geschichtswerk von Mustafā Reschīd Tscheschmīzāde (gest. 1770). Sie stand unter der Leitung des osmanischen Wasserbauingenieurs Feyzullāh Efendi, dauerte drei Jahre und kostete 68.000 Piaster, die zum Teil aus den Dschizya-Zahlungen von Kairo beglichen wurden. Die Reparaturarbeiten, die auch die ʿAin Hunain einschlossen, konnten im Dhū l-Qaʿda 1180 (= April 1767) abgeschlossen werden und führten dazu, dass das Wasser der beiden Leitungen wieder nach Mekka floss.
Während der Belagerung Mekkas durch die Wahhabiten im Jahre 1219 (= 1804/05) wurde die Wasserversorgung Mekkas über die ʿAin ʿArafāt unterbrochen. Im Jahre 1814, als Jean Louis Burckhardt Mekka besuchte, war sie in einem eher schlechten Zustand. Wie Burckhardt in seinem Reisebericht schreibt, vernachlässigte die Regierung notwendige Reparaturen und Reinigungsarbeiten, was zur Folge hatte, dass das meiste Wasser auf dem Weg zur Stadt durch Öffnungen ausfloss oder im Boden versickerte.
Mahmud II. ließ die Leitung erneut 1235 (= 1819/20) reparieren. Als im Jahre 1242 (= 1827/28) die Leitung bei einer Überschwemmung beschädigt wurde und kein Wasser mehr lieferte, schickte der ägyptische Gouverneur Muhammad Ali Pascha jemanden, der die Leitung wieder instand setzte. Aus osmanischen Archivdokumenten geht hervor, dass 1857 Sultan Abdülmecid I. große Bemühungen um die Reparatur der Leitung unternahm. Erhalten hat sich auch ein darauf Bezug nehmendes Dankschreiben, das von 167 Bewohnern Mekkas unterzeichnet ist.
Schon im 18. Jahrhundert war man dazu übergegangen, die ʿAin-ʿArafāt-Leitung ʿAin Zubaida zu nennen. Der osmanische Gelehrte Eyüp Sabrī Paşa (gest. 1890), der 1884 ein umfassendes Werk über die Geschichte Mekkas verfasste, gibt zu diesem Namenswechsel die folgende Erklärung: Zwar sei der eigentliche Name der Leitung, deren Wasser so wohlschmeckend wie das Wasser von Taksim in Istanbul sei, ʿAin ʿArafāt, doch habe man sie als ʿAin Zubaida bezeichnet, weil sie das auserlesene Werk (es̱er-i bergüzīde) der Bemühungen Zubaidas sei.

### Nach der Gründung der ʿAin-Zubaida-Kommission
Neue Nachrichten über Reparaturen an der ʿAin ʿArafa gibt es wieder aus den 1870er Jahren. So wird berichtet, dass nach einer Trockenheit im Jahre 1874, bei der die Leitung ausgetrocknet war, eine Gruppe von mekkanischen Gelehrten unter Leitung des Scherifen ʿAbdallāh (reg. 1858–1877) zusammenkam, die den Entschluss fasste, Geld zu sammeln, um die ʿAin ʿArafa-Leitung zu reparieren. Dieser Gruppe, die später ʿAin-Zubaida-Kommission genannt wurde, gehörten unter anderen der Mufti von Mekka ʿAbd ar-Rahmān Sirādsch, der Türhüter der Kaaba ʿAbdallāh asch-Schaibī sowie die Scheiche ʿAbd ar-Rahmān Dschamāl und ʿAbd al-Qādir Chūqīr an. Sie erhielten die finanzielle Unterstützung von weiteren Persönlichkeiten und konnten damit die Leitung provisorisch instand setzen.
Im Jahre 1908 erstellte der osmanische Beamte Hāschim ibn Sultān ad-Dāghistānī eine Karte von der ʿAin-ʿArafāt-Leitung, die ihren Verlauf von der Quelle bis Mekka darstellte. Sie verblieb bei der ʿAin-Zubaida-Kommission, doch nahm ad-Dāghistānī eine Kopie davon mit nach Istanbul. Nachdem die erste ʿAin-Zubaida-Kommission wegen finanzieller Unregelmäßigkeiten aufgelöst worden war, wurde 1909 eine neue ʿAin-Zubaida-Kommission gegründet. Eine ihrer ersten Aufgaben war die Beseitigung von Schäden, die eine durch starke Regenfälle ausgelöste Sturzflut im Januar 1910 angerichtet hatte: Die Kanäle der ʿAin ʿArafāt hatten sich mit Geröll zugesetzt und 35 Kontrollschächte waren eingestürzt.
Die ʿAin-Zubaida-Kommission ließ auch an mehren Stellen der Leitung Wasserreservoirs bauen, die mit ihr verbunden waren und Bāzān genannt wurden. In den 1920er Jahren befanden sich sieben solche Wasserreservoirs in Mekka und jeweils eine in ʿArafāt, Muzdalifa und Minā. Wie Eldon Rutter beschreibt, umschloss die Leitung in ʿArafāt den Dschabal ar-Rahma von allen Seiten außer der östlichen. Teile der Oberseite der Mauer, innerhalb derer die Leitung verlief, fungierten teilweise als Fußweg, zu denen man an vier Stellen über Treppen hochsteigen konnte.

## Heutiger Zustand

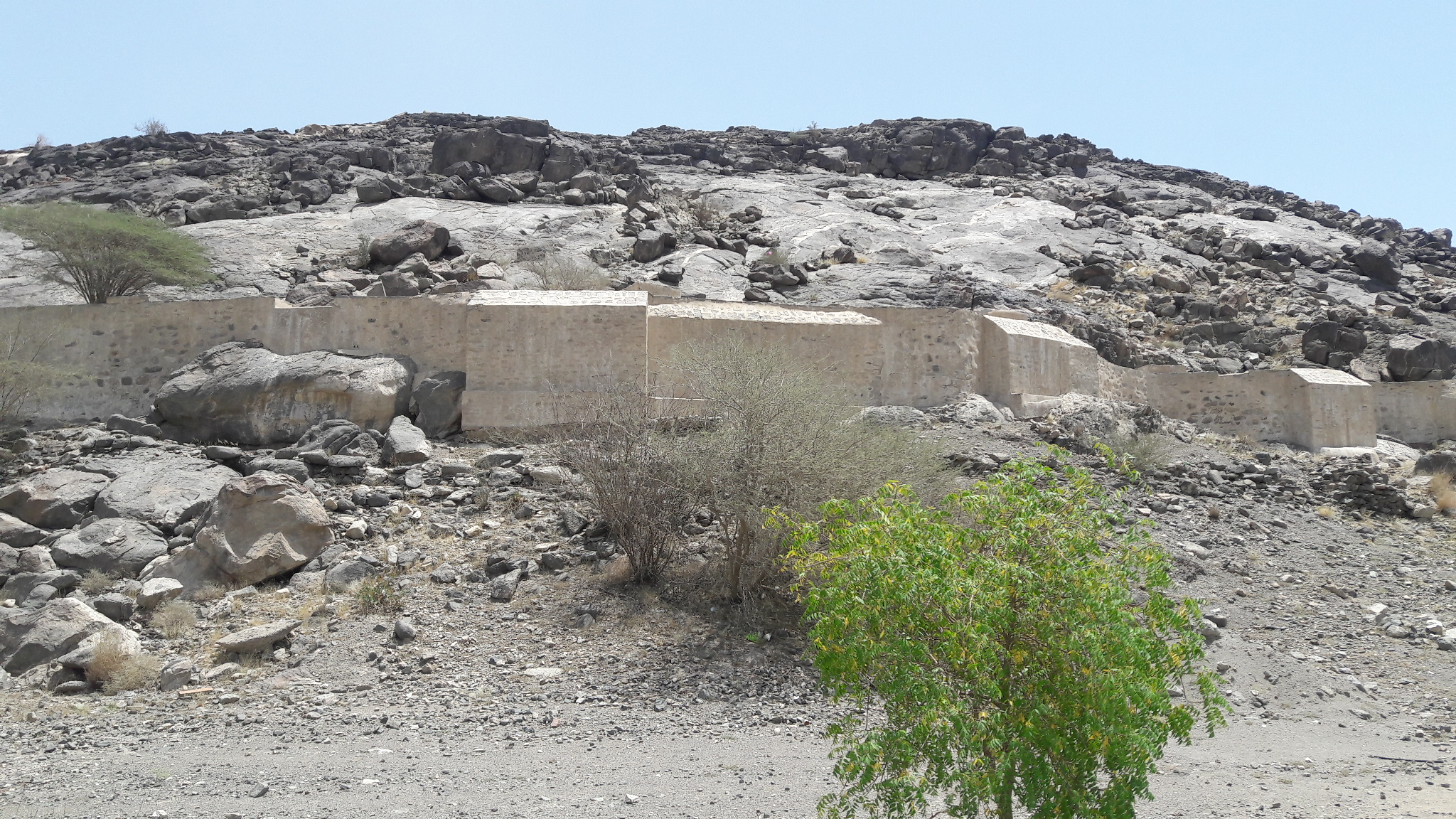
Reste der ʿAin-ʿArafāt-Leitung in der ʿArafāt-Ebene

Reste der ʿAin-ʿArafāt-Leitung sind heute noch in der ʿArafāt-Ebene, in Muzdalifa und in dem mekkanischen Stadtteil al-ʿAzīzīya sichtbar. Einige Teile der Leitung verlaufen oberirdisch, andere unterirdisch. Die Breite des Kanals beträgt von innen etwa 50 bis 60 Zentimeter, die Tiefe schwankt von 70 bis 170 Zentimeter. Die oberirdisch verlaufenden Teile der Leitung sind in eine solide Steinmauer eingefasst, an deren Oberseite sich in Abständen von vier bis zehn Metern Öffnungen zur Entnahme von Wasser und zur Reinigung befinden. An vielen Stellen kann man über Leitern zu diesen Öffnungen hochsteigen. An den meisten Stellen verläuft die die Leitung führende Mauer an Berghängen entlang. Um bei starken Regenfällen, die in der Gegend von Mekka häufig vorkommen, ein Abfließen des Regenwassers zu ermöglichen, ist dieses Mauerwerk an einigen Stellen mit Öffnungen versehen. An einzelnen Stellen, wo die Leitung Täler überquert, wird sie über Brücken geführt. Das bekannteste Beispiel ist die Brücke von al-ʿĀbidīya (siehe Abbildung oben).